# Atènip
Atènip (en llatí Athenippus, en grec antic Άθήνιππος) va ser un metge grec (a jutjar pel seu nom) que devia viure en algun moment del segle i aC o poc abans. Una de les seves receptes és mencionada per Escriboni Llarg. Podria ser el mateix metge Atènip que esmenta Galè.